# Хатунцев, Владимир Петрович
Владимир Петрович Хатунцев (1916, Москва — 19 апреля 1979, Москва) — советский журналист.

## Биография
Окончил рабфак имени Покровского. Учился во Всесоюзном коммунистическом институте журналистики, затем на историческом факультете МГУ.
В 1941 году, будучи студентом МГУ, добровольно вступил в батальон народного ополчения Краснопресненского района Москвы. Затем работал начальником цеха предприятия оборонной промышленности.
С марта 1946 года — репортёр Редакции информации для заграницы, затем — старший редактор Отдела международной информации для радиовещания, корреспондент ТАСС в Финляндии. С 1960 года — заместитель генерального директора ТАСС.
Впоследствии работал заместителем главного редактора газеты «Труд».
С 11 июля 1978 г. — генеральный директор ТАСС.
Скончался 19 апреля 1979 года. Похоронен на Новодевичьем кладбище в Москве.

## Цитаты
Это был серьёзный, внимательный к людям человек, талантливый журналист, прошедший суровую школу жизни. Он знал истинную цену всему, не лез без необходимости наверх в начальственные кабинеты и не любил подхалимов. Говорили, что, уходя заведовать отделом в ЦК, Замятин возражал против назначения его на свою прежнюю должность. Но в Отделе пропаганды ЦК сидели умные люди. Они понимали, кто есть кто, и настояли на кандидатуре Хатунцева. Генеральный директор просидел в своём кресле недолго — обширный инфаркт. Тассовцы жалели его от всего сердца.— Чехонин Б. И. В коридорах Кремля и КГБ // Журналистика и разведка.